# Хальмахера
Хальмахера, Гальмагера (індонез. Pulau Halmahera) — острів у Малайському архіпелазі, найбільший з Молуккських островів, належить Індонезії.

## Географія
Площа 17 780 км². Гірський рельєф (висота до 1635 м — діючий вулкан Гамкуноро). На острові також є діючі вулкани Дуконя в північній і Ібу в північно-західній частині острова.
Клімат екваторіальний. Протягом усього року температура на узбережжі 25-28 ° C, опадів 2000-3000 мм на рік. Вічнозелені ліси.

## Історія
Добробут малозаселеного острова Хальмахера тривалий час залежав від островів Тернате та Тідоре, розташованих на захід. На цих островах існували впливові королівства до приходу туди Голландської Ост-Індської компанії, яка колонізувала весь архіпелаг.
Під час Другої світової війни на Хальмахері була японська військова база.
У 1999 і 2000 роках на острові Хальмахера були запеклі зіткнення між християнами та мусульманами. У релігійному конфлікті загинули тисячі людей.

## Населення

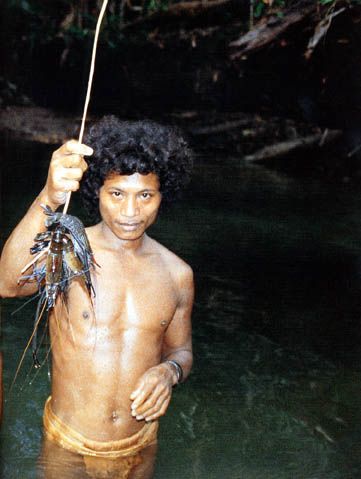
Мешканець Хальмахери

Населення становить близько 180 000 осіб (2005). 

## Економіка
Тропічне землеробство, плантації кокосової пальми. Добування золота, нікелю та кобальту.